# Secretaría del Consejo de Ministros de Italia
El Secretario del Consejo de Ministros, cuyo nombre oficial es el de Subsecretario de Estado a la Presidencia del Consejo de Ministros (en italiano: Sottosegretario di Stato alla Presidenza del Consiglio dei Ministri) es un alto cargo dentro del Gobierno de Italia.
El actual Secretario del Consejo es Riccardo Fraccaro, miembro del Movimiento Cinco Estrellas. Su nombramiento se produjo el 1 de junio de 2018 y está encuadrado dentro del Gobierno liderado por el primer ministro Giuseppe Conte, un independiente. 

## Funciones
A diferencia de los otros Subsecretarios a la Presidencia del Consejo de Ministros, el Secretario del Consejo ocupa un puesto en el Gabinete de gobierno y ayuda al primer ministro en la coordinación del gobierno y sus reuniones. Por lo tanto, el Secretario suele ser una persona muy cercana al primer ministro.
Se podría establecer una gran similitud entre este cargo y el de Jefe de Gabinete de la Casa Blanca.

## Lista de Secretarios del Consejo de Ministros
- Datos: Q115798559